# Hovet
Hovet ("Le Court"), anciennement le Johanneshovs Isstadion, fut ouvert en 1955, complété en 1962 et reconstruit en 2002.  C'est une salle de Stockholm utilisé principalement pour le hockey sur glace, des concerts et des événements corporatifs.  C'est la glace du Djurgårdens IF et de l'AIK IF.  Le Skarpnäck AIK, club présent au 4e échelon national, y dispute également des matchs régulièrement.  La capacité officielle est de 8 300 spectateurs.

## Historique
L'aréna fut officiellement inaugurée le 4 novembre 1955 avec un match opposant la Suède et la Norvège, que la Suède remporta 7–2. Le désigner était l'architecte Suédois Paul Hedqvist. Un toit fut ajouté pour les championnats du monde 1962. Durant l'automne 2002, chaque siège fut remplacé et une zone de restauration fut ajoutée.

## Clubs résidents
En dehors des clubs AIK et Djurgårdens IF, Hovet fut également à certaines périodes la résidence des clubs IK Göta, IFK Stockholm, Stureby SK, Mälarhöjden/Västertorp, Brinkens IF, AC Camelen et Hammarby IF. 
Karlbergs BK, Årsta Södra IF, Huddinge IK, Danderyd/Täby Hockey et Lidingö HC jouèrent quelques matchs à domicile dans cette enceinte et les clubs IF Cobran et Reymersholms IK y jouèrent quelque matchs de pré-saison.

## Galerie

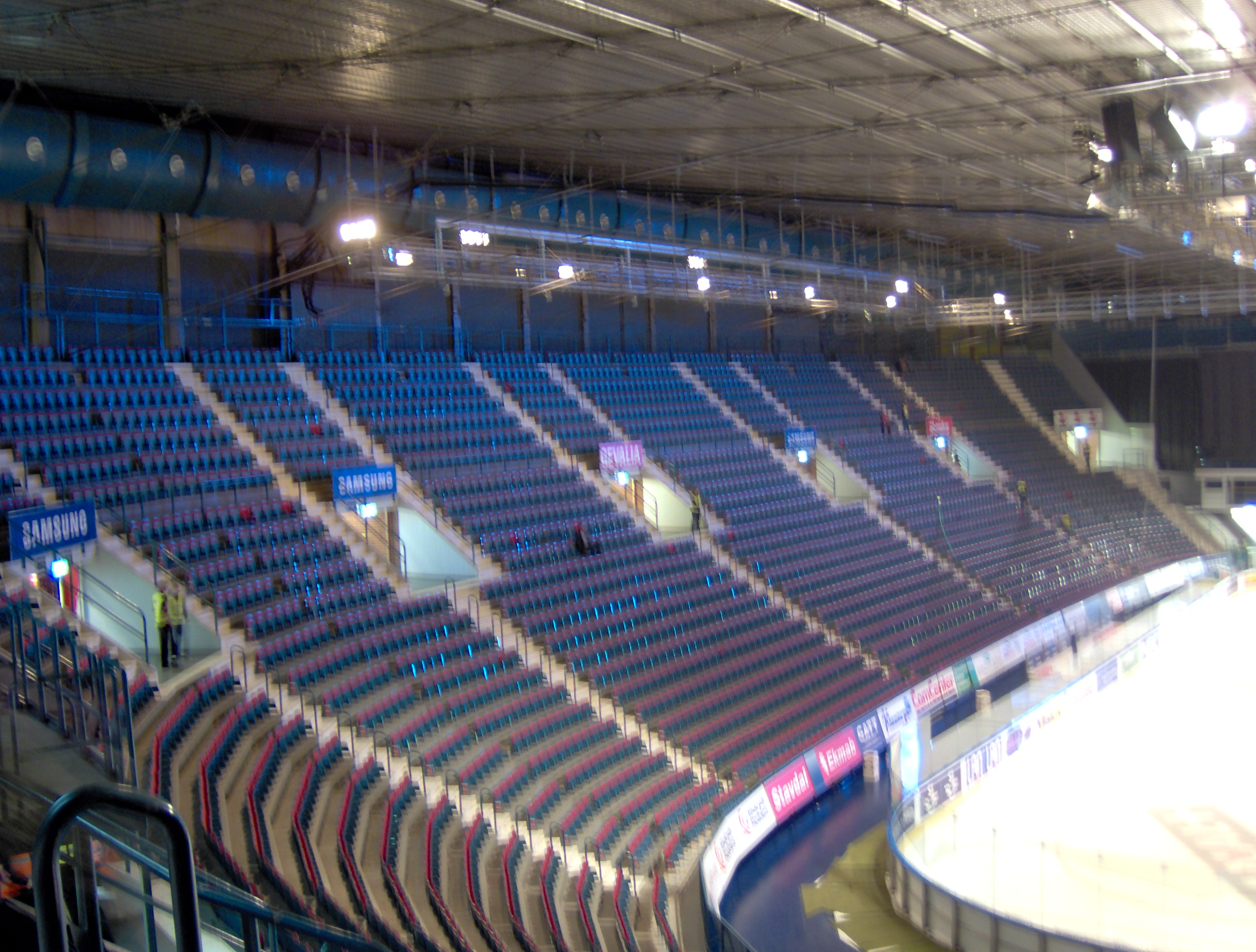
Intérieur
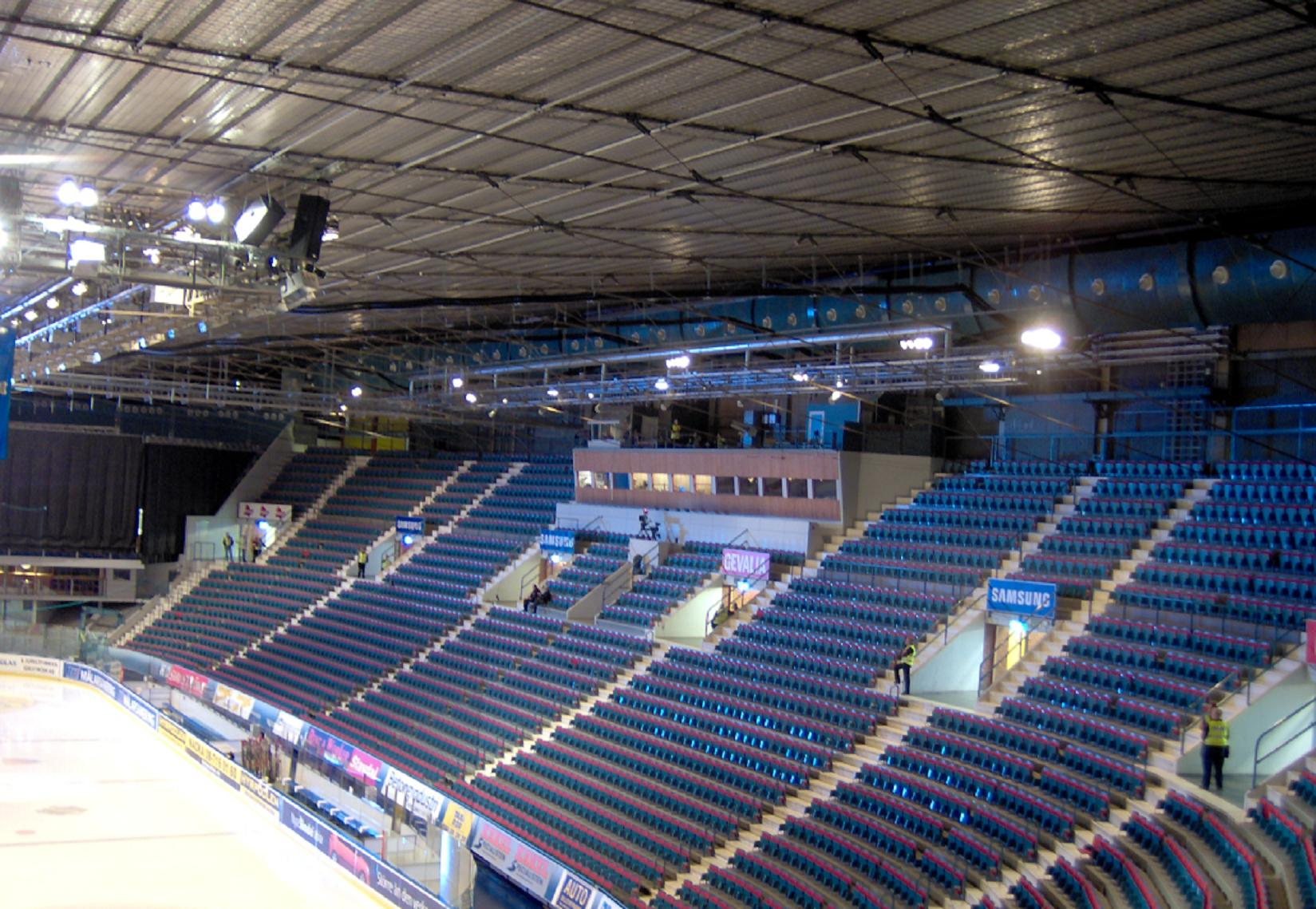
Intérieur
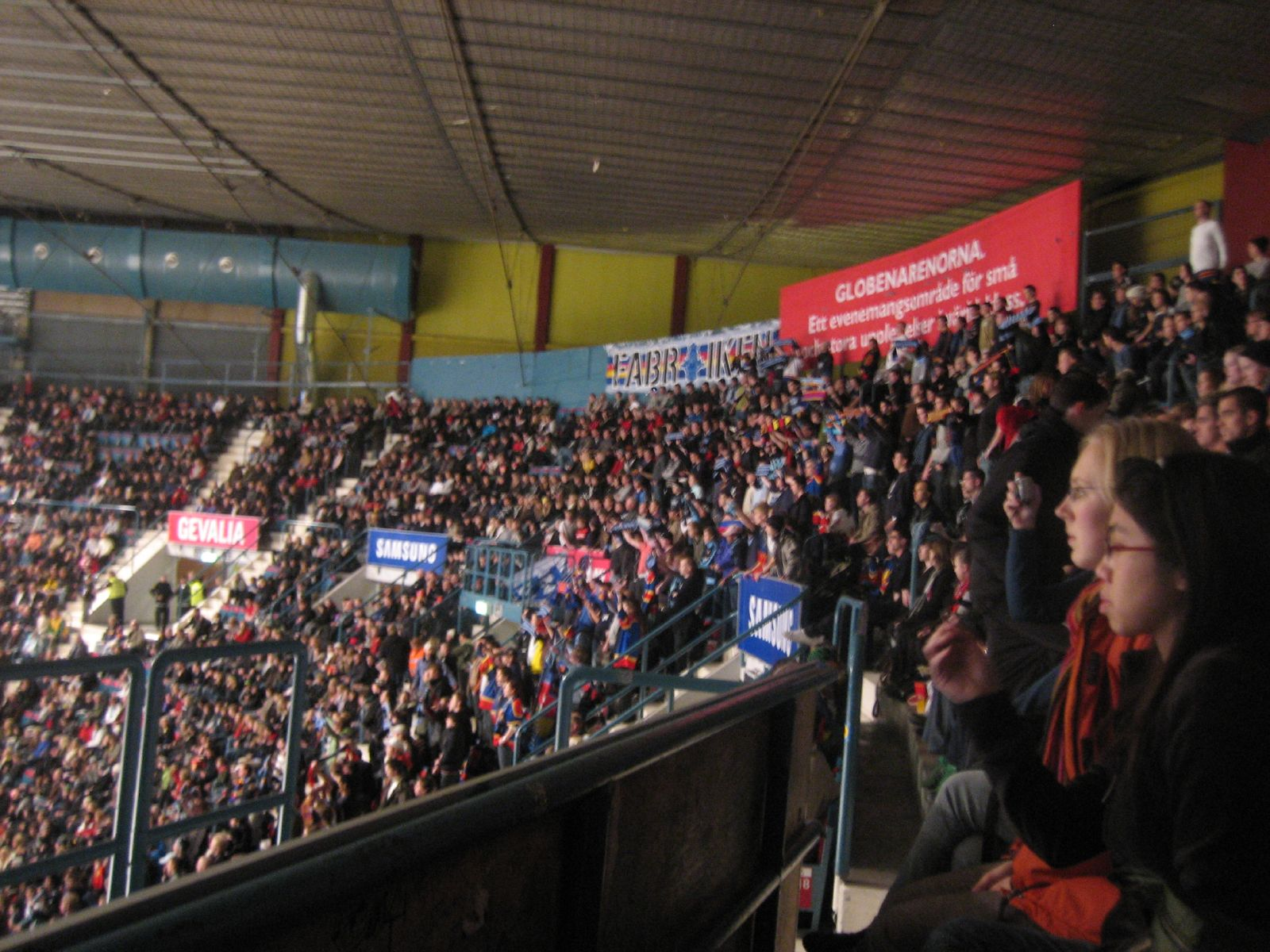
Supporteurs de Hockey
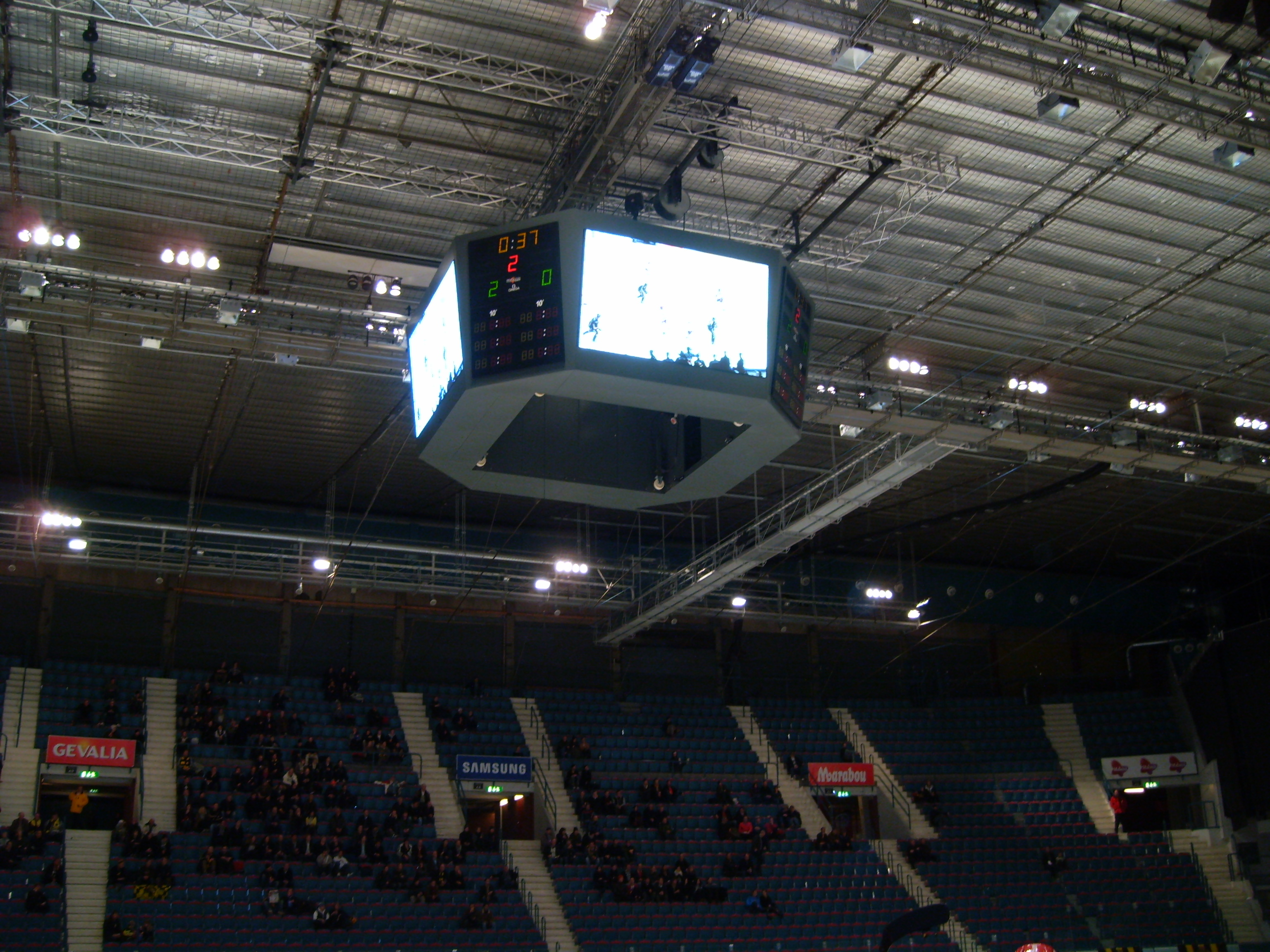
Écran géant